# Ficus miqueliana
Ficus miqueliana är en mullbärsväxtart som beskrevs av C. C. Berg. Ficus miqueliana ingår i släktet fikonsläktet, och familjen mullbärsväxter. Inga underarter finns listade i Catalogue of Life.